# Ramón Castro Ruz
Ramón Eusebio Castro Ruz (14 de outubro de 1924 - 23 de fevereiro de 2016) foi o irmão mais velho de Fidel e Raúl Castro e uma figura-chave da Revolução Cubana.
Como o irmão mais velho dos Castro, Ramón permaneceu em casa no início da revolução, cuidando de seus pais e de uma fazenda de tamanho considerável pertencente à família. Esta experiência cultivou em Ramón um interesse pela agricultura, que continuaria a ser um elemento importante em sua vida.
Apesar de não ser ativo em uma competência militar como seus irmãos, Ramón Castro ajudou na revolução em curso, como quartel-mestre para as tropas de Fidel e Raúl, enviando-lhes suprimentos, como armas e mantimentos. Não só foi responsável pelo fornecimento material, como também criou e manteve tubulações até as cidades para as tropas posicionadas. Usando suas habilidades tanto em agricultura e engenharia, Ramón também fabricou um combustível à base de álcool para Cuba durante a escassez de gasolina.
Após a revolução, Ramón Castro abandonou a fazenda da família, uma vez que tornou-se propriedade legal do estado. Ele continuou a dedicar-se ao estudo da agricultura no entanto, e foi o principal responsável por muitas das iniciativas agrícolas de Cuba desde a revolução.
Ele foi casado, teve dois filhos, Ramón e Oneida Castro Rodríguez, e viveu em Havana. Morreu no dia 23 de fevereiro de 2016 aos 91 anos.